# Old Kentucky Barn Dance
Old Kentucky Barn Dance war eine US-amerikanische Country-Sendung, die von WHAS aus Louisville, Kentucky, gesendet wurde.

## Geschichte

### Anfänge

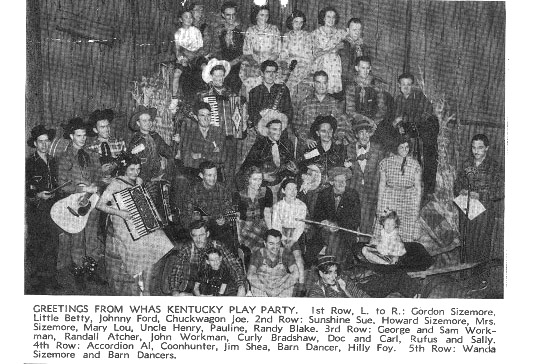
Das Country-Ensemble WHAS: „Greetings fom WHAS Kentucky Play Party“

WHAS war der erste Radiosender in Kentucky und präsentierte bereits Anfang der 1930er-Jahre viele Old-Time und Country-Musiker wie beispielsweise das Gitarren- und Gesangs-Duo Cliff Carlisle & Wilbur Ball.
1949 wurde von WHAS der Old Kentucky Barn Dance initiiert, um dem Trend der erfolgreichen Barn Dance Shows zu folgen. Zuerst wurde die Show aus einer alten Scheune in Lexington, Kentucky, übertragen, später zog man aber nach Louisville, wo die Show von 18 bis 19 Uhr lief. Der Star der Show war Randy Atcher, der bereits eine eigene Show bei WHAS sowie bei WHAS-TV hatte und dessen Begleitgruppe, die Red River Ramblers, die Hausband der Show stellten. Der Barn Dance wurde anfangs von der lokalen Eureka Flour Company gesponsert, später folgten auch Sponsoren wie Lucky Strike (ab 1954).

### Aufstieg
Die Popularität der Show stieg und in den 1950er-Jahren gehörte der Old Kentucky Barn Dance zu den großen Country-Liveshows der USA. Ab 1952 nahm das Columbia Broadcasting System die Sendung in ihr Saturday Night Country Style-Segment auf, in dem jede Woche eine von sechs Country-Shows national übertragen wurden. Zudem konnte man den Barn Dance über AFN im wöchentlichen Wechsel mit dem Louisiana Hayride, dem Big D Jamboree und dem Old Dominion Barn Dance auch in Deutschland verfolgen; dies wurde vor allem für die in der Bundesrepublik stationierten Soldaten eingerichtet.
Am 12. und am 19. September fanden zwei Sondershows auf der Kentucky State Fair statt, die auf der Indiana State Fair wiederholt wurden. Der Old Kentucky Barn Dance wurde auch aus anderen Städten in Kentucky und Indiana gesendet. In den erfolgreichsten Zeiten der Show besuchten über 100.000 Menschen den Old Kentucky Barn Dance.

### Ende
Ende der 1950er-Jahre war die „goldene Zeit“ der Barn Dance Show vorbei und mit der Zeit änderte WHAS sein Format größtenteils zum Nachrichtensender. Die letzte Show des Old Kentucky Barn Dances lief am 23. Dezember.

## Gäste und Mitglieder

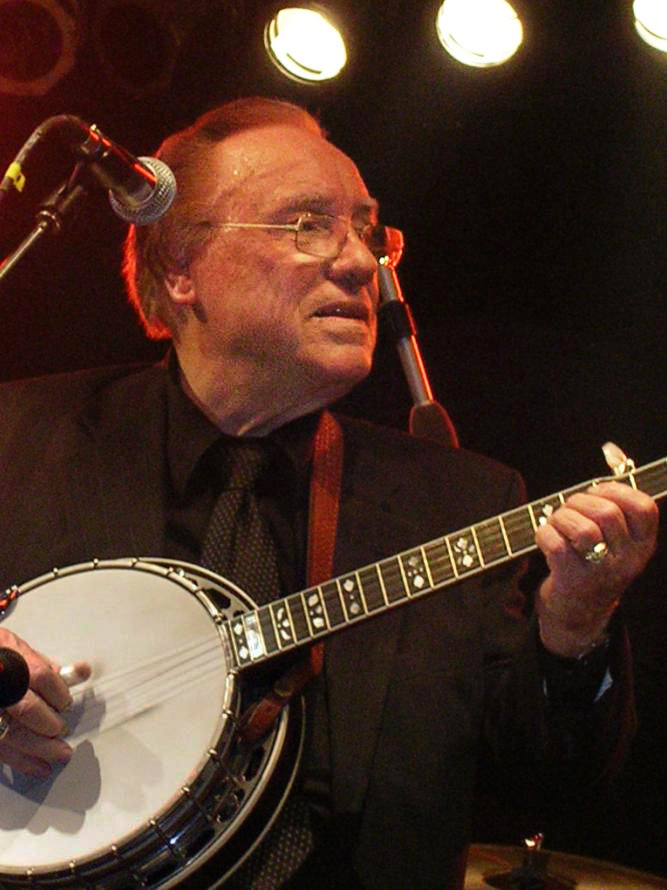
Earl Scruggs

- Randy Atcher and the Red River Ramblers
- Bobby Lewis
- Flatt and Scruggs
- Randall Parker
- Buddy Bell & the Bell Family
- Oscar Goobertooth Shagnasty
- Sleepy Marlin
- Sharp Twins
- Tiny Tomail
- Shorty Chester
- Judy Marshall
- Bernie Smith
- Bill Pickett
- Martha Ford
- Mary Ann Johnson
- Cactus Tom Brooks
- The House Sisters
- Maggie May